# Malinalco (municipalité)
Malinalco est une municipalité mexicaine de l'État de Mexico au Mexique. Son chef-lieu est Malinalco qui comptait environ 6500 habitants en 2005.

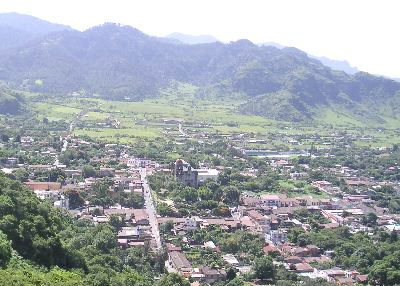
Prise de vue panoramique de la ville

## Géographie
La municipalité de Malinalco est située à 65km au sud de la capitale de l'État, Toluca, et à 115km au sud-ouest de Mexico.
La municipalité est limitrophe de Joquicingo au nord, de Tenancingo à l'ouest, de Zumpahuacán au sud, de Morelos à l'est et de Ocuilan au nord-est.

## Toponymie
Le nom Malinalco est d'origine nahuatl, il se compose de trois éléments :
- Malinalli désignant les plantes graminées
- Xóchitl pour fleur
- Co qui désigne un lieu

Malinalco désignerait "le lieu où l'on adore la déesse Malinalxóchitl, la fleur malinalli”. A  l'époque aztèque et au début de la colonisation espagnole, la zone était représentée par un glyphes comportant des éléments issus de graminées et d'un crâne, pouvant représenté un lieu de sacrifices.

## Notes et références

Municipalité du Malinalco.